# Nowy Gaj (Olsztynek)
Nowy Gaj (deutsch Gay bei Hohenstein, 1938 bis 1945 Gärtringen) ist ein untergegangener Ort in der polnischen Woiwodschaft Ermland-Masuren. Seine Ortsstelle liegt im Bereich der Gmina Olsztynek (Stadt- und Landgemeinde Hohenstein) im Powiat Olsztyński (Kreis Allenstein).

## Geographische Lage
Die Ortstelle von Nowy Gaj liegt am Gärtringer See (polnisch Jezioro Gajskie) im Südwesten der Woiwodschaft Ermland-Masuren, 30 Kilometer südöstlich der einstigen Kreisstadt Osterode in Ostpreußen (polnisch Ostróda) bzw. 31 Kilometer südwestlich der heutigen Kreismetropole Olsztyn (deutsch Allenstein).

## Geschichte
Das einstige Groß Gay (nach 1820 ohne Zusatzbezeichnung, später dann auch Gay bei Hohenstein) war ein großes Vorwerk und bis 1945 auch ein Wohnplatz der Gutsgemeinde Waplitz (polnisch Waplewo) im Kreis Osterode in Ostpreußen. Im Jahre 1938 wurde Gay in „Gärtringen“ umbenannt.
Nach der in Kriegsfolge 1945 vorgenommenen Überstellung des gesamten südlichen Ostpreußen an Polen erhielt Gärtringen die polnische Namensform „Nowy Gaj“. Die Spur des Ortes verliert sich allmählich. Sein Name kommt heute offiziell nicht mehr vor, die Ortsstelle ist kaum noch erkenntlich. Sie gehört zum Gebiet der Stadt- und Landgemeinde Olsztynek (Hohenstein) im Powiat Olsztyński (Kreis Allenstein), bis 1998 der Woiwodschaft Olsztyn, seither der Woiwodschaft Ermland-Masuren zugeordnet.

## Kirche
Gay bei Hohenstein resp. Gärtringen war bis 1945 in die evangelische Kirche Waplitz in der Kirchenprovinz Ostpreußen der Kirche der Altpreußischen Union, außerdem in die römisch-katholische Kirche in Thurau (polnisch Turowo) im Bistum Ermland eingepfarrt.

## Verkehr
Die Ortsstelle von Gay liegt an der alten Trasse der Landesstraße 7 zwischen Waplewo (Waplitz) und Pawłowo (Paulsgut), die parallel zur heutigen Schnellstraße 7 verläuft. Die nächste Bahnstation war  Waplitz (polnisch Waplewo) an der heute noch befahrenen Bahnstrecke Działdowo–Olsztyn (deutsch Soldau–Allenstein).